# Pirg
Pirg è una frazione del comune di Maliq in Albania (prefettura di Coriza).
Fino alla riforma amministrativa del 2015 era comune autonomo, dopo la riforma è stato accorpato, insieme agli ex-comuni di Gorë, Libonik, Maliq, Moglicë, Pojan e Vreshtas a costituire la municipalità di Maliq.

## Località
Il comune era formato dall'insieme delle seguenti località:
- Pirg
- Gurishte
- Zvirine
- Leminot
- Qershize
- Kakac
- Shqitas
- Veliterne
- Sovjan
- Novosele
- Bubu